# カルタン部分環
数学において，カルタン部分環（カルタンぶぶんかん，英: Cartan subalgebra，しばしば CSA と略される）とは，リー環 {\displaystyle {\mathfrak {g}}} の冪零部分環 {\displaystyle {\mathfrak {h}}} であって，self-normalisingなもの（すべての {\displaystyle X\in {\mathfrak {h}}} に対して {\displaystyle [X,Y]\in {\mathfrak {h}}} であるならば，{\displaystyle Y\in {\mathfrak {h}}} であるもの）のことである．エリ・カルタンによって彼の博士論文において導入された．

## 存在と一意性
カルタン部分環は基礎体が無限体のときにはいつでも有限次元リー環に対して存在する．体が標数 0 の代数閉体でリー環が有限次元のとき，すべてのカルタン部分環はリー環の自己同型のもとで共役であり，とくにすべて同型である．その次元はリー環の階数（ランク）と呼ばれる．
カッツ・ムーディ・リー環や一般カッツ・ムーディ・リー環もカルタン部分環をもつ．

## 性質
標数 0 の代数閉体上の有限次元半単純リー環のカルタン部分環は可換であり，その随伴表現の以下の性質も持つ：{\displaystyle {\mathfrak {g}}} のウェイト空間を {\displaystyle {\mathfrak {h}}} に制限したものは表現を対角化し，0 ウェイトベクトルの固有空間は {\displaystyle {\mathfrak {h}}} である．（なので {\displaystyle {\mathfrak {h}}} の中心化リー環は {\displaystyle {\mathfrak {h}}} と一致する．）非零ウェイトはルートと呼ばれ，対応する固有空間はルート空間と呼ばれ，すべて1次元である．
{\displaystyle {\mathfrak {g}}} が代数閉体上の線型リー環（有限次元ベクトル空間 V の自己準同型全体のなすリー環の部分リー環）であるとき，{\displaystyle {\mathfrak {g}}} の任意のカルタン部分環は {\displaystyle {\mathfrak {g}}} の極大トーラス部分リー環の中心化リー環である，つまり，V の自己準同型として対角化可能な元のみからなる部分環であって，他のそのような部分環に真に含まれないという意味で極大なものである．{\displaystyle {\mathfrak {g}}} が半単純で体が標数 0 ならば，極大トーラス部分環は self-normalizing であり，したがってカルタン部分環である．さらに {\displaystyle {\mathfrak {g}}} が半単純であれば，随伴表現は {\displaystyle {\mathfrak {g}}} を線型リー環として表すので，{\displaystyle {\mathfrak {g}}} の部分環がカルタンであることと極大トーラス部分環であることは同値である．このアプローチの利点はそのような部分環の存在を示すことが明らかであることである．実際，{\displaystyle {\mathfrak {g}}} が冪零元しかもたなければ，冪零リー環である（エンゲルの定理）が，するとキリング形式が恒等的に 0 になってしまい，半単純性に矛盾する．したがって，{\displaystyle {\mathfrak {g}}} は 0 でない半単純元をもたなければならない．

## 例
- 任意の冪零リー環はそれ自身のカルタン部分環である．
- 体上の n × n 行列全体のなすリー環のカルタン部分環はすべての対角行列からなる．
- トレースが 0 の2次正方行列全体のなすリー環 {\displaystyle {\mathfrak {sl}}_{2}(\mathbb {R} )} は2つの共役でないカルタン部分環を持つ．
- カルタン部分環の次元は，複素単純リー環に対してさえ，一般には可換部分環の最大の次元ではない．例えば，トレースが 0 の 2n 次正方行列全体のなすリー環 {\displaystyle {\mathfrak {sl}}_{2n}(\mathbb {C} )} は，階数 2n − 1 のカルタン部分環を持つが，A を任意の n 次正方行列として {\displaystyle {0\ A \choose 0\ 0}} の形の行列全体からなる n2 次元の極大可換部分環を持つ．この可換部分環がカルタン部分環でないことを直接確かめることができる．狭義上三角行列全体のなす冪零部分環に含まれるからである．（この部分環もまたカルタン部分環ではない．対角行列によって正規化されるからである．）

## 分裂型カルタン部分環
代数閉でない体上，すべてのカルタン部分環が共役なわけではない．重要なクラスは分裂型カルタン部分環である：リー環が分裂カルタン部分環 {\displaystyle {\mathfrak {h}}} をもつとき，分裂可能 (splittable) と呼ばれ，対 {\displaystyle ({\mathfrak {g}},{\mathfrak {h}})} は分裂型リー環と呼ばれる；代数閉体上，すべての半単純リー環は分裂可能である．任意の2つの分裂型カルタン環は共役であり，それらは代数閉体上の半単純リー環におけるカルタン環に類似の機能を果たし，したがって分裂型半単純リー環は（実は分裂型簡約リー環は）代数閉体上の半単純リー環と多くの性質を共有する．
しかしながら，代数閉でない体上，すべての半単純リー環が分裂可能なわけではない．